# تاریخ تگزاس

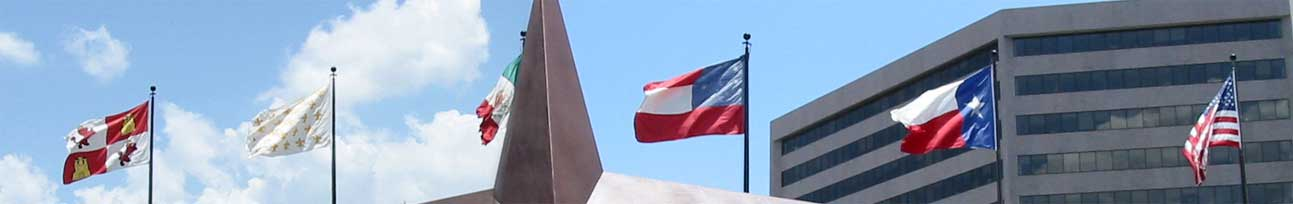
در مدت حیات خود، تگزاس زیر شش پرچم متفاوت قرار داشته است.

تاریخ تگزاس به عنوان یک ایالت آمریکا به سال ۱۸۴۵ بازمی‌گردد، اما از ۱۲٬۰۰۰ سال پیش بومیان در آن می‌زیسته‌اند. پارک ایالتی سمینول کنیون به تنهایی حاوی ۱۵۰ محل حاوی حکاکی‌های دیواری از ۴۰۰۰ سال پیش می‌باشد.
تگزاس در تاریخ خود زیر ۶ پرچم متفاوت قرار گرفته است:
- اسپانیا
- فرانسه
- مکزیک
- جمهوری تگزاس
- ایالات مؤتلفه آمریکا
- ایالات متحده آمریکا

و به همین ترتیب می‌توان تاریخ تگزاس را بررسی نمود.

## تگزاس زیر پرچم اسپانیا

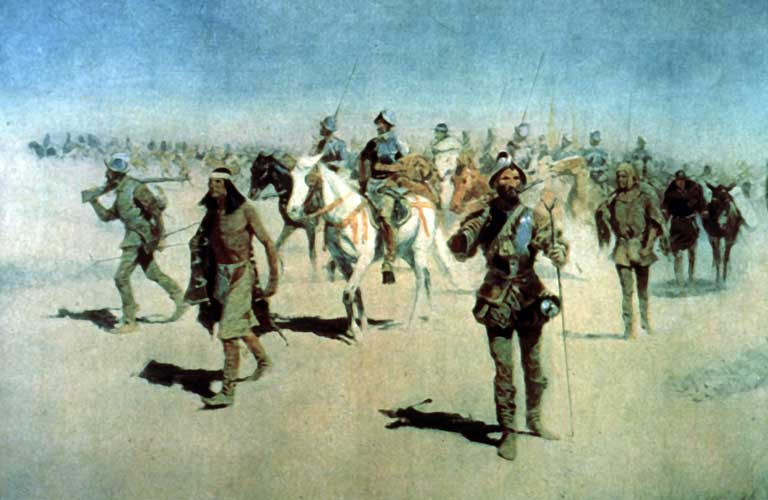
سفر اکتشافی فرانسیسکو واسکوئز د کورونادو و شوالیه‌ها به آمریکا

غرب آمریکای شمالی در نزد کاشفان اسپانیا دارای افق‌های رؤیایی و ناشناخته بود، و اسپانیایی‌ها در کشف این سرزمین‌ها بسیار کوشیدند. پرچم اسپانیا بر خاک تگزاس به‌مدت نزدیک به ۳۰۰ سال افراشته شد. هویت کنونی تگزاس در این مدت از مهاجران آن رفته رفته شکل گرفت.
بسیاری از تاریخ نویسان، کابیزا د واکای (به اسپانیایی: Álvar Núñez Cabeza de Vaca) اسپانیایی را نخستین اروپایی می‌دانند که پای بر تگزاس گذارد و به اکتشاف آن پرداخت. او پس از ۸ سال اکتشاف و اسارت به‌دست سرخ‌پوستان تگزاس، به مکزیک گریخت و در آنجا از ماجراهای خود کتابی نوشت.
فرانسیسکو واسکوئز د کورونادو (به اسپانیایی: Francisco Vázquez de Coronado) نیز در قرن شانزدهم در یک سفر بزرگ و مجهز اکتشافی دیگر به‌همراه تعدادی شوالیه، از طریق نیومکزیکو و غرب تگزاس رو به شمال به دنبال سرزمین افسانه‌ای کویویرا و چیبولا (به انگلیسی: Quivira and Cíbola) روانه شدند. بر طبق روایات به جا مانده از مسلمانان اندلسی قرن دوازدهم اسپانیا، کویویرا و چیبولا سرزمین‌های ناشناخته‌ای بودند که به «هفت شهر طلا» شهرت داشتند. کورونادو در اکتشافات خود به غیر از بیابانهای بایر کانزاس چیزی نیافت.
سرزمین‌های غرب آمریکا دارای چنان اعجازی در نزد اسپانیایی‌ها بود که ماریا دو آگریدا راهبهٔ قدیس اسپانیایی مدعی شد که شب‌ها در خواب به سرزمین تیکلاها (به انگلیسی: Ticlas) می‌رود و بر مردم ناشناخته‌ای ظاهر گشته و بر آنان موعظه مسیح می‌راند. تیکلا (به اسپانیایی: La Ticla) امروزه نام ناحیه‌ای در مکزیک است. سال‌ها بعد، سرخ‌پوستان قبیله کادو در شرق تگزاس مدعی شدند که «بانویی آبی‌پوش» (به انگلیسی: Lady in Blue) بر آنان ظاهر می‌شده است. بانوی آبی‌پوش، لقب ماریا دو آگریدا در اسپانیا بوده است.
رفته رفته اسپانیا از بیم رقابت با فرانسه، سریعاً اقدام به تأسیس پایگاه‌های مذهبی در تگزاس نمود و سعی در تبلیغ مذهب کاتولیک در میان مردمان بومی آن سرزمین نمود تا آنان را در برابر فرانسویان تابع خود کند. سرخ‌پوستان «تخاس» (به انگلیسی: Tejas) از نخستین گروه‌های گرونده بودند، و خانه مبلغان سان فرانچسکو دلوس تخاس (به اسپانیایی: Mision San Francisco de los Tejas) نیز به همین منظور در ۱۶۹۰ تأسیس گردید. نام «تگزاس» از همین نام تخاس و افتخار این قبیله سرخ‌پوستان گرفته شده است.
رفته‌رفته شهرهایی همانند لاریدو در ۱۷۵۵ توسط اسپانیایی‌های دیگری همچون خوزه دو اسکاندون (به اسپانیایی: Jose de Escandon) بر روی کرانه رودخانه ریوگراند تأسیس شدند.

### سن آنتونیو د والرو
در ۱۷۱۸ اسپانیا اقدام به تأسیس یک پایگاه نظامی-مذهبی بر کرانه رودخانه سن آنتونیو نمود که بعدها بنام ایستگاه مبلغان آلامو شهرت یافت. ۱۳ سال بعد، اسپانیا شماری از ساکنان جزایر قناری در اقیانوس اطلس را به این منطقه مهاجرت داد، و شهری بر این پایگاه بنا نهادند که به نام سان فرناندو دو بخار (به اسپانیایی: San Fernando de Bexar) شهرت یافت. این شهر امروزه سن آنتونیو نام دارد. امروزه همچنین بخار (یا «بیر» با تلفظ انگلیسی) نام شهرستانیست که سن آنتونیو در آن قرار دارد، کلیسای سن فرناندو همچنان پابرجاست، و والرو نیز نام یکی از بزرگ‌ترین شرکت‌های نفتی آمریکا است، که مرکز آن در همین شهر قرار دارد.

## تگزاس زیر پرچم فرانسه

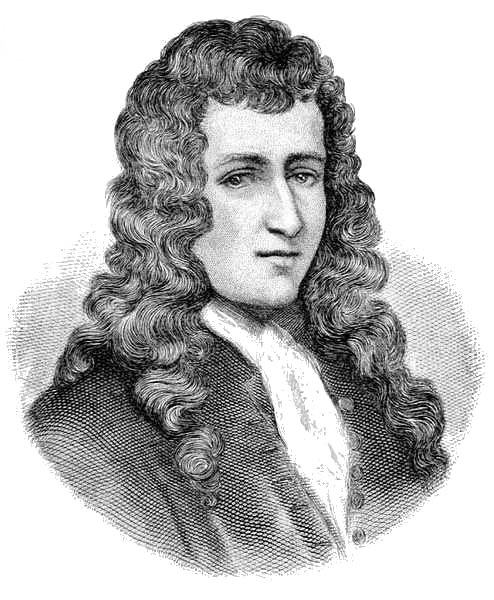
سیور دولاسال

فرانسویان همواره سعی در تبدیل مناطقی از تگزاس به یک مستعمره فرانسوی داشتند. از همین رو بود که پادشاهی اسپانیا همواره از نفوذ فرانسه در نواحی تگزاس (که در میان سال‌های ۱۶۸۶–۱۸۹۰ دیده شد) هم از ابعاد اقتصادی و هم از ابعاد سیاسی نگران بود. به‌طور نمونه، یکی از جهانگردانی که از فرانسه در تگزاس فعالیت‌هایی داشت سور دولاسال (به فرانسوی: Sieur de La Salle) بود.
لاسال که از طرف شمال در کانادا رو به جنوب بر روی رود میسیسیپی اکتشافاتی در منطقه انجام داده بود، خیلی سریع متوجه اهمیت تأسیس پایگاه‌هایی در تگزاس جهت مقابله با نفوذ پادشاهی اسپانیا در منطقه گردید. از همین رو بود که در سال ۱۶۸۳ به فرانسه بازگشت و به دربار سلطنتی در ورسای پیشنهادهایی جهت تأسیس مستعمراتی در تگزاس نمود. پیشنهادهای وی مقبول دربار واقع گردیدند، و لاسال بزودی پایگاه‌هایی همانند پایگاه سن لوئیس (به فرانسوی: Fort St. Louis) را در تگزاس زیر پرچم فرانسه تأسیس نمود.
در ۱۸۱۸، شارل لالماند (به فرانسوی: Charles Lallemand)، یک افسر تبعیدی از دوران ناپلئونی، جهت تأسیس یک پایگاه نظامی وارد گلوستون گردید. با اینحال حضور آنان تحت فشار نفوذ پادشاهی اسپانیا دوام نیاورد. دزد دریایی مشهور، ژان لافیت (به فرانسوی: Jean Lafitte) نیز پایگاهی در همان ناحیه تأسیس گردانید که تا ۱۰۰۰ نفر جمعیت داشت، و تا سال ۱۸۲۰ دایر بود.
در سال ۱۸۴۲، هانری کاسترو یک گروه مهاجر با خود از فرانسه به گلوستون آورد. چهار شهر (و دیگر نواحی) بازمانده از این مهاجران، یعنی، Quihi, Vandenburg, D'Hanis، و Castorville تا به امروز فرهنگ و هویت فرانسوی خود را حفظ کرده‌اند.
یکی از مهم‌ترین آثار فرانسویان در تگزاس، تأسیس مدارس و بیمارستانها توسط مبلغان کاتولیکی فرانسوی بود. دانشگاه اینکارنت وورد که در سال ۱۸۹۳ تأسیس گردید، یکی از همین نمونه فعالیت هاست.
نفوذ فرانسویان نیز حتی در معماری تگزاس دیده می‌شود. به‌طور نمونه، منزل فرانسوا گیلبو (به فرانسوی: François Guilbeau) که توسط ژول پونسارد (به فرانسوی: Jules Poinsard) در ۱۸۴۷ در سن آنتونیو ساخته گردید، خواص مشهودی از معماری نئوکلاسیک اوایل قرن ۱۹ فرانسه را به نمایش می‌گذارد.

## تگزاس زیر پرچم مکزیک

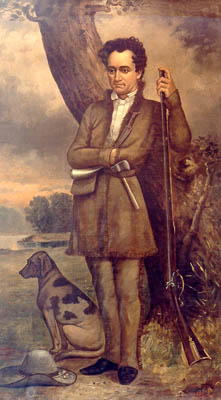
استیون آستین و دوست باوفایش. شهر آستین به افتخار وی نامگذاری گردیده.

در سال ۱۸۲۳ مکزیک از اسپانیا استقلال پیدا کرد. در همان سال، استیون آستین، از طرف دولت مکزیک اجازه یافت ۳۰۰ مهاجر از آمریکا به تگزاس بیاورد. آن‌ها تعهد نمودند مذهب کاتولیک اختیار کرده و تحت قوانین و زبان مکزیک باشند. اینها به «سیصد نفر کهن» (به انگلیسی: The old three hundred) شهرت یافتند.
بلافاصله پس از آن مهاجرت آمریکائیان به مناطق خالی از سکنه تگزاس آغاز گردید. در طول ۱۲ سال، جمعیت آمریکایی‌ها در تگزاس رشد پیدا کرد و به تدریج اهرم‌های قدرت اقتصادی را در دست گرفتند. در سال ۱۸۳۰، آمریکاییان بیشترین جمعیت تگزاس را تشکیل می‌دادند به‌طوری‌که نسبت جمعیت آمریکاییان به مکزیکی‌ها ۲ به ۱ بود.
دیری نپایید که زمزمه استقلال از مکزیک در تگزاس به چرخش درآمد. نبرد آلامو (شکست) و نبرد سن جاسینتو (پیروزی) به استقلال تگزاس انجامیدند، و آنتونیو لوپز دو سانتا آنای مکزیکی در سرکوب استقلال طلبان تگزاسی ناتوان ماند.

## جمهوری تگزاس
تگزاس مدتی به عنوان یک جمهوری مستقل زندگانی نمود. در این مدت، که از ۲ مارس ۱۸۳۶ تا ۱۹ دسامبر ۱۸۴۵ ادامه پیدا کرد، ۳ رئیس‌جمهور بر جمهوری تگزاس خدمت نمودند. از کسانی که در استقلال جمهوری تگزاس نقش اساسی ایفا نمودند، می‌توان ساموئل هیوستون و لورنزو دزاوالا را نام برد.
اما سرانجام پس از ۲ جنگ و تحت فشارهای اقتصادی و بدهی‌های فراوان به آمریکا، در ۱۳ اکتبر ۱۸۴۵، تگزاسیان در یک همه‌پرسی رای به پیوستن به ایالات متحده آمریکا و پذیرش قانون اساسی آن دادند، و تگزاس رسماً در ۲۹ دسامبر ۱۸۴۵ به ایالات متحده آمریکا پیوست، و به عنوان بیست و هفتمین ستاره به پرچم آمریکا اضافه گردید. انسون جونز (به انگلیسی: Anson Jones)، رئیس‌جمهور تگزاس، در ۱۹ فوریه ۱۸۴۶ رسماً به جیمز پیکنی هندرسون (به انگلیسی: James Pickney Henderson)، فرماندار جدید تگزاس، اختیار تگزاس را واگذار نمود.

## در زمان جنگ داخلی آمریکا
تگزاس در زمان جنگ داخلی آمریکا به ایالات مؤتلفه آمریکا پیوست، و نزدیک به ۹۰۰۰۰ سرباز نیرو به این جنگ اعزام کرد. بندر شهر گلوستون بین سال‌های ۱۸۶۲–۱۸۶۳ صحنه لشکرکشی‌های نیروهای ارتشهای شمال و جنوب بود. نبرد پالمیتو از نبردهای مهمی بود که در خاک تگزاس رخ داد. پایگاه فورد (به انگلیسی: Camp Ford) در تگزاس نیز تبدیل به بزرگ‌ترین بازداشتگاه نیروهای اسیر در جنگ، در غرب رود میسیسیپی گشت، که در آن ۶۰۰۰ اسیر به سر می‌بردند.
دوره بازسازی پس از جنگ تا سال ۱۸۷۴ ادامه پیدا کرد.

## پس از دوره بازسازی

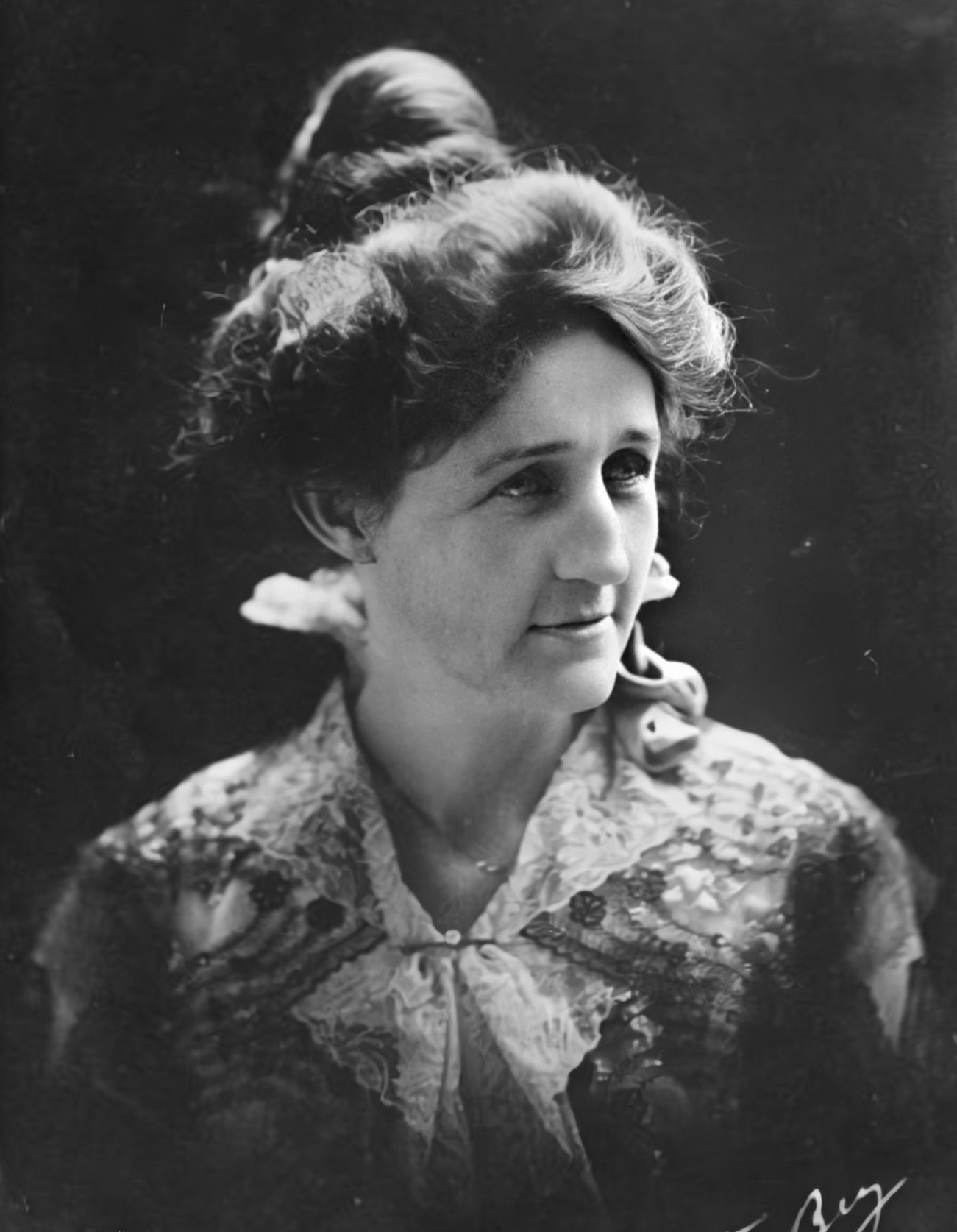
مریم فرگوسن، نخستین فرماندار زن تگزاس

وقایع مهم پس از جنگ داخلی و دورهٔ بازسازی عبارتند از:
- ۱۸۷۴: ریچارد کوک (به انگلیسی: Richard Coke) فرماندار تگزاس شد.
- ۱۸۷۶: تأسیس نخستین دانشگاه ایالت در ۴ اکتبر ۱۸۷۶: دانشگاه تگزاس A&M
- ۱۸۸۸: افتتاح ساختمان پایتخت تگزاس در آستین
- ۱۹۰۰: توفند گلوستون در ۸ سپتامبر جان ۶۰۰۰ نفر را گرفت.
- ۱۹۰۱: حفر نخستین چاه نفت در تگزاس
- ۱۹۱۸: شناخته شدن حق رای زنان در تگزاس
- ۱۹۲۵: مریم فرگوسن (به انگلیسی: Miriam A. Ferguson)، نخستین فرماندار زن تگزاس[۷]
- ۱۹۵۸: آغاز عصر الکترونیک با اختراع نخستین تراشه توسط جک کیلبی در تگزاس اینسترومنتز در دالاس
- ۱۹۶۲: گشایش مرکز فضایی جانسون در هیوستون
- ۱۹۶۳: ریاست جمهوری لیندون بینز جانسون، یک تگزاسی
- ۱۹۶۵: راهپیمایی نخستین آمریکایی در فضا توسط ادوارد هیگینز وایت (به انگلیسی: Edward Higgins White). وی اهل سن آنتونیو بود.
- ۱۹۶۶: راه یافتن باربارا جردن، نخستین زن سیاه‌پوست به مجلس تگزاس
- ۱۹۶۹: مخابره نخستین پیغام از سطح کره ماه به زمین. در بیستم ژوئیه، نیل آرمسترانگ خطاب به مرکز فضایی جانسون گفت: «هیوستون، عقاب فرود آمده است». عقاب، نام سفینه فضایی ناسا در مأموریت آپولو ۱۱ بود.

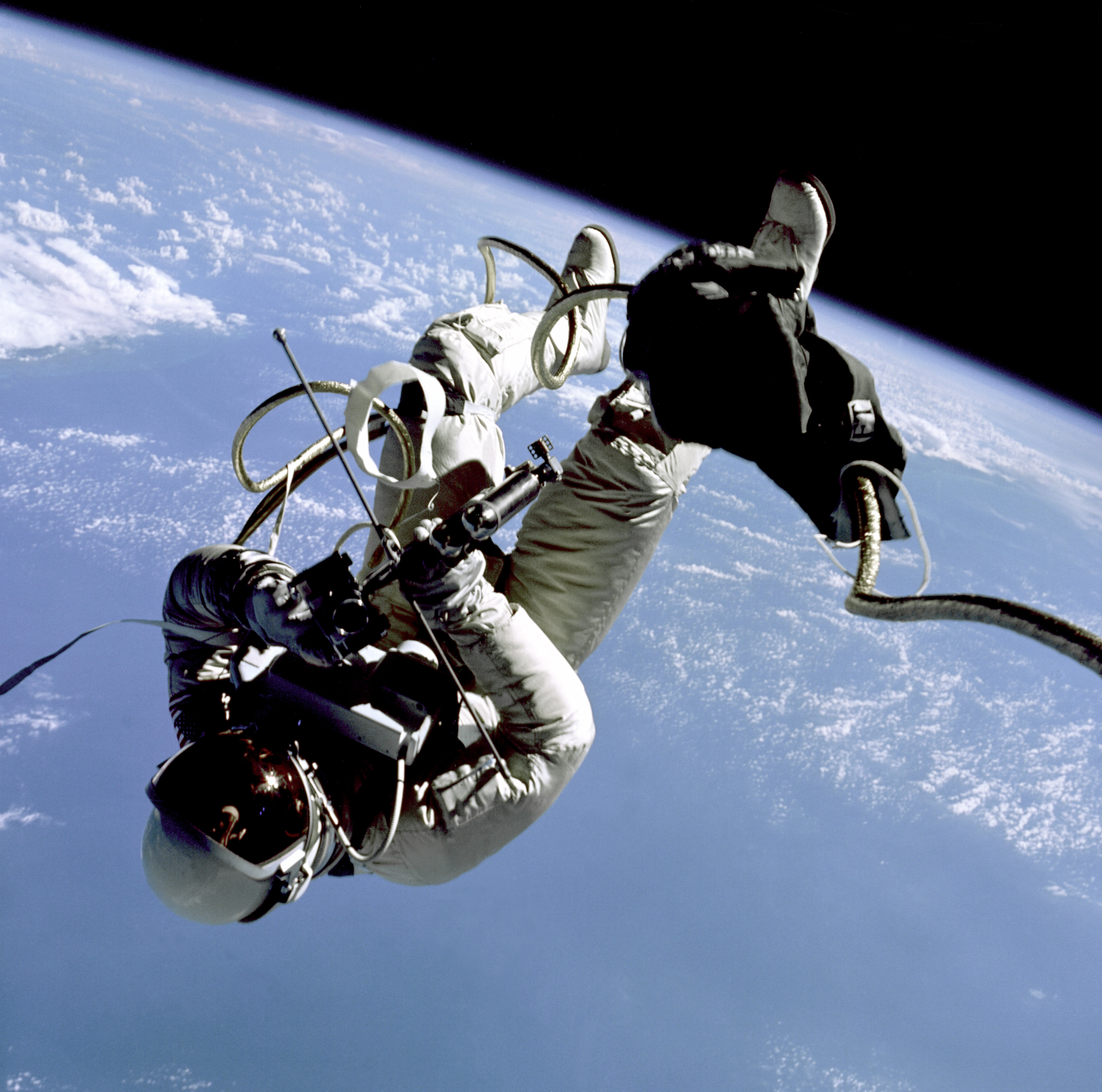
ادوارد هیگینز وایت، نخستین آمریکایی که در فضا راهپیمایی کرد، اهل سن آنتونیو بود.